# Casas de Ves
Casas de Ves là một đô thị ở tỉnh Albacete nằm ở cộng đồng tự trị Castile-La Mancha của Tây Ban Nha. Đô thị Vilagrassa có diện tích là 125,09 ki-lô-mét vuông, dân số năm 2009 là 787 người với mật độ người/km². Đô thị Vilagrassa có cự ly 64 km so với tỉnh lỵ Albacete.